# Dichelotrox
Dichelotrox är ett släkte av skalbaggar. Dichelotrox ingår i familjen vivlar.
Kladogram enligt Catalogue of Life:
| Dichelotrox | \| \| Dichelotrox bimbianus \| \| \| \| \| \| Dichelotrox unifasciatus \| \| \| \| |
|             | \| \| Dichelotrox bimbianus \| \| \| \| \| \| Dichelotrox unifasciatus \| \| \| \| |
|             | Dichelotrox bimbianus                                                              |
|             |                                                                                    |
|             | Dichelotrox unifasciatus                                                           |
|             |                                                                                    |